# Бюльбюль-довгодзьоб рудохвостий
Бюльбю́ль-довгодзьоб рудохвостий (Bleda syndactylus) — вид горобцеподібних птахів родини бюльбюлевих (Pycnonotidae). Мешкає в Західній і Центральній Африці.

## Опис
Довжина птаха становить 20,5-23 см, самці дещо більші за самок. У самців номінативного підвиду верхня частина тіла оливково-зелена або оливково-коричнева, нижня частина тіла жовта, хвіст рудий. Над очима є голі ділянки сизої шкіри у формі півмісяця

## Підвиди
Виділяють два підвиди:
- B. s. syndactylus (Swainson, 1837) — поширений від Сьєрра-Леоне до заходу ДР Конго і півночі Анголи;
- B. s. woosnami Ogilvie-Grant, 1907 — поширений від сходу ДР Конго до Південного Судану, західної Кенії і північно-західної Замбії.

## Поширення і екологія
Рудохвості бюльбюлі-довгодзьоби живуть в рівнинних і гірських вологих тропічних лісах та в чагарникових заростях на висоті до 2150 м над рівнем моря. Не мігрують.

## Поведінка
Рудохвості бюльбюлі-довгодзьоби харчуються комахами, іншими безхребетними, дрібними хребетними і плодами. В кладці два яйця, насиджує лише самиця.